# El Universo
El Universo (spanisch für „Das Universum“) ist eine Tageszeitung aus Guayaquil in Ecuador. Es ist die Tageszeitung mit der höchsten Auflage in Ecuador. Die erste Ausgabe wurde am 16. September 1921 veröffentlicht. Die Tageszeitung erscheint seit ihrem Gründungsjahr ununterbrochen, bis auf einige kurze Perioden zu Zeiten der Diktaturen. Ins Leben gerufen wurde El Universo von Ismael Pérez Pazmiño. Die Zeitung ist Mitglied der Presseorganisationen AEDEP, SIP und der WAN.
Das von der Zeitung verwendete Format beträgt 41 × 28 cm, die 98 Seiten einer Ausgabe sind in sechs Spalten bedruckt. Der Inhalt von El Universo ist in die Teile Politik, Vorkommnisse, Migration, das Land (allgemeine Nachrichten aus Ecuador), Internationales, Sport, Gran Guayaquil (Lokales), Leben und Szene gegliedert.

## Ausgaben

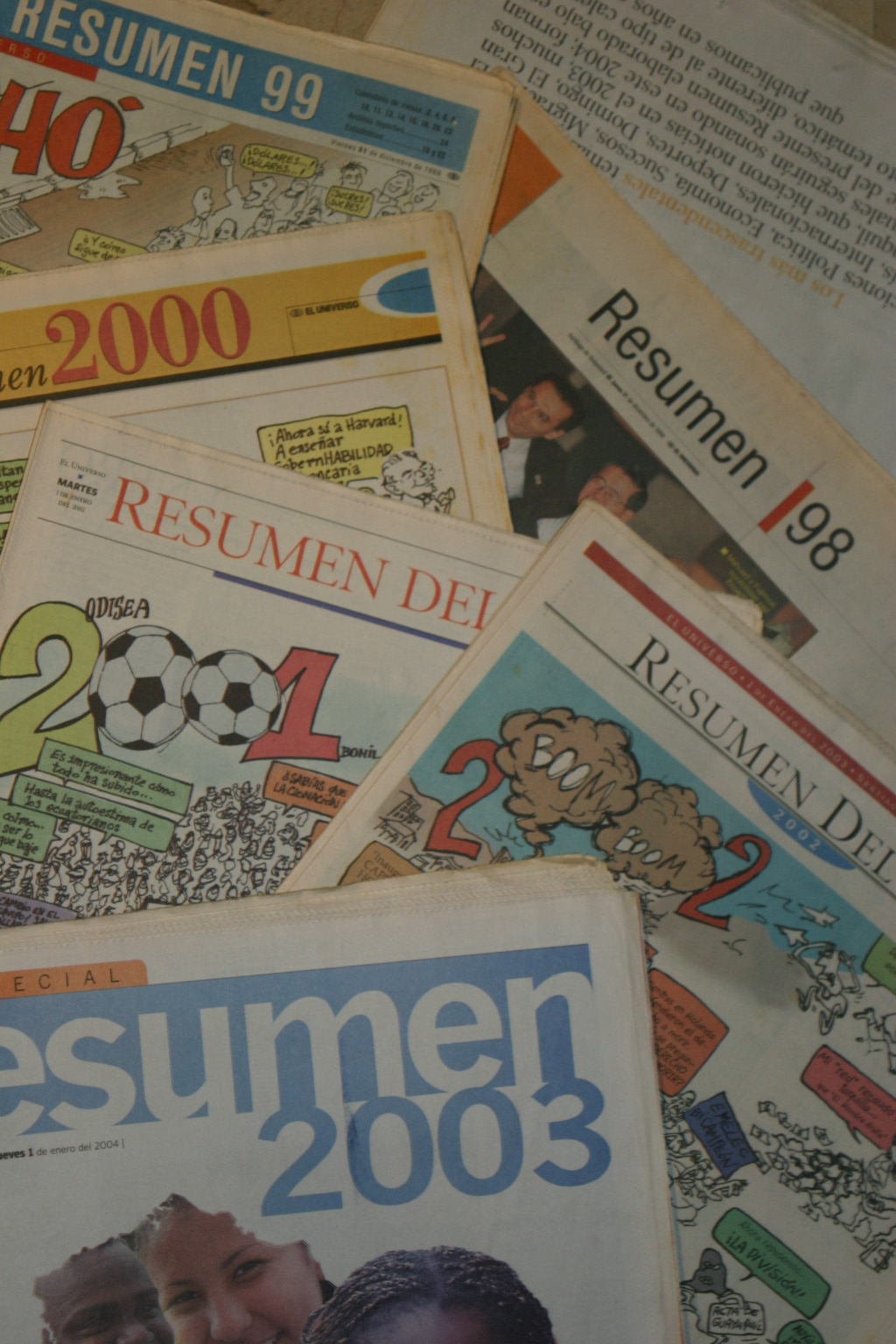
Sonderausgaben zum Jahreswechsel

El Universo bietet seinen Lesern verschiedene regelmäßige Beihefte, welche an bestimmten Wochentagen bzw. am Monatsersten der Zeitung beiliegen. Der Preis pro Ausgabe beläuft sich montags bis freitags auf 0,50 $, 0,70 $ an Samstagen und Feiertagen und 0,85 $ an Sonntagen.

### Sonderausgaben
Jedes Jahr erscheint am 1. Januar eine Sonderausgabe Resumenes de Fin de Año („Zusammenfassungen zum Jahresende“), in welcher nationale und internationale Vorkommnisse des vergangenen Jahres zusammengefasst werden.

## Verleumdungsklage 2011–2012
Am 20. Juli 2011 wurde Emilio Palacio, damals Chef der Meinungsredaktion von El Universo, sowie die Verlegerbrüder der Zeitung Carlos, César und Nicolás Pérez wegen Verleumdung zu je drei Jahren Haft und der Zahlung von 28 Millionen Euro verurteilt. Beide Seiten gingen in die Berufung. Anlass war ein Leitartikel von Palacio von Anfang Februar 2011. Zuvor wurde Correa, im Rahmen mehrerer Aktionen von aufständischen Militär- und Polizeieinheiten, in einem Krankenhaus gefangengehalten und durch einen bewaffneten Polizeieinsatz wieder befreit worden. Palacio bezeichnete Rafael Correa in seinem Artikel unter anderem als Diktator, der willkürlich einen Krankenhausangriff angeordnet habe und vor ein Strafgericht gestellt werden könnte.
Die Verleumdungsklage wurde insbesondere in mehreren US-Zeitungen scharf kritisiert, die Schärfe des Urteils stieß auch bei Organisationen für Pressefreiheit auf Kritik. Am 17. Februar 2012 bestätigte das Oberste Gericht Ecuadors das Urteil. Die Verurteilten waren aber außerhalb der Reichweite der ecuadorianischen Justiz. Palacio und zwei der Direktoren hielten sich in den Vereinigten Staaten auf, wo sie um Asyl angesucht hatten und der dritte Direktor flüchtete in die Botschaft von Panama. Correa begnadigte die Verurteilten am 27. Februar 2011 und sagte, Ziel seiner damaligen Klage sei es gewesen, Falschdarstellungen zu berichtigen, eine Gefängnisstrafe für die verurteilten Medienschaffenden habe er nicht gewollt.